# Марина (жанр)

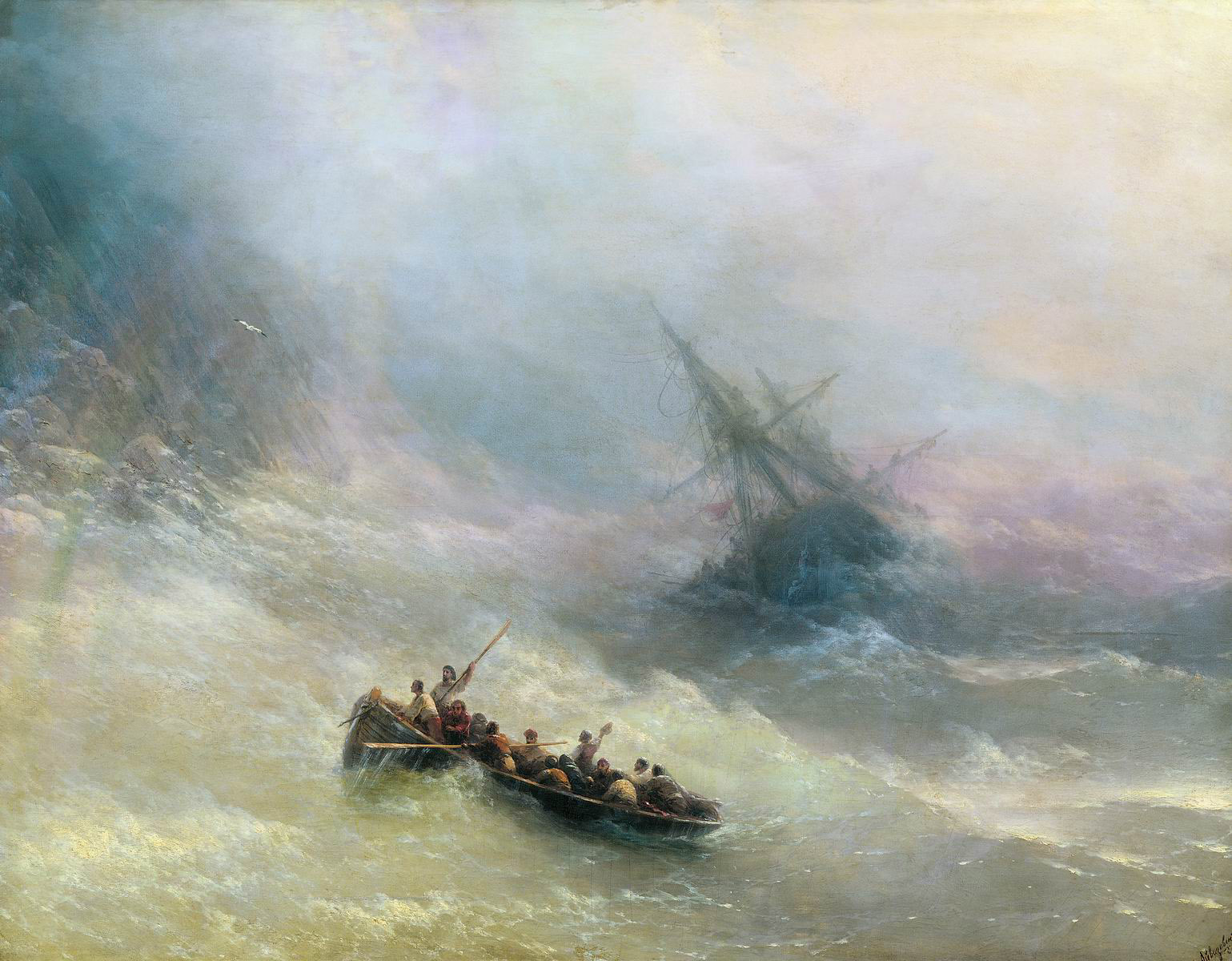
И. К. Айвазовский, «Радуга» (1873)

Мари́на (фр. marine, итал. marina, от лат. marinus — «морской») — жанровая разновидность изобразительного искусства, в котором предметом изображения являются морские виды, а также сцены морских сражений, штормов, кораблекрушений или иных событий, происходящих на море. Является разновидностью пейзажного жанра.
В качестве самостоятельной разновидности пейзажной живописи марина выделилась в начале XVII века в Нидерландах. Это было связано с важной ролью моря в жизни голландцев, умелых мореплавателей и торговцев. На смену красочным картинам морских сражений, в которых художники XVI века подчёркивали нарядное убранство кораблей, приходит изображение самого моря, часто неприветливого, грозного во время бури или затянутого туманами, по которым плывут рыбачьи лодки со скромными парусами или пышные торговые корабли под реющими флагами. Одним из основателей марины является голландский живописец Ян Порселлис. Чистая марина — море без кораблей и без стаффажа — появилась лишь в XIX веке Искусство Нидерландов, Фландрии и Голландии XV—XVIII веков / Государственный Эрмитаж. — СПб.: Искусство, 1952. — С. 56. — 79 с.</ref>.
Значительный вклад в развитие жанра внёс голландский живописец гаагской школы Хендрик Виллем Месдах, отчасти предвосхитивший французский импрессионизм.
Марини́ст (mariniste) — художник, пишущий марины. Яркие представители подобной живописи — англичанин Уильям Тёрнер и Иван Константинович Айвазовский, написавший около 6000 картин на морскую тему.
Во Франции существует официальное звание «художника Морского флота», присваиваемое министром обороны выдающимся художникам-маринистам. Звание может быть присуждено не только художникам, но также фотографам, иллюстраторам, гравёрам и скульпторам (подробнее см. художник флота).